# جون برينان (منافس ألعاب قوى)
جون برينان (بالإنجليزية: John Brennan)‏ هو منافس ألعاب قوى أمريكي، ولد في 17 يوليو 1879 في جمهورية أيرلندا، وتوفي في 21 فبراير 1964 في وست ألس في الولايات المتحدة.

## وصلات خارجية
- جون برينان على موقع أوليمبيديا (الإنجليزية)